# Dixa melanderi
Dixa melanderi är en tvåvingeart som beskrevs av Peters och Cook 1966. Dixa melanderi ingår i släktet Dixa och familjen u-myggor.
Artens utbredningsområde är Washington. Inga underarter finns listade i Catalogue of Life.